# مارتن ميكلسن
مارتن ميكلسن (بالدنماركية: Martin Mikkelsen)‏ هو لاعب كرة قدم دنماركي في مركز الوسط، ولد في 29 أبريل 1986 في الدنمارك في مملكة الدنمارك. لعب مع آرهوس جمناستيك فورينينغ.

## وصلات خارجية
- مارتن ميكلسن على موقع قاعدة بيانات كرة القدم.إي يو (الإنجليزية)
- مارتن ميكلسن على موقع Soccerway.com (الإنجليزية)